# Carditopsis majeeda
Carditopsis majeeda is een tweekleppigensoort uit de familie van de Condylocardiidae. De wetenschappelijke naam van de soort is voor het eerst geldig gepubliceerd in 1973 door Biggs.